# Riahi Rabih
Riahi Rabih, né en 1912 à Orléansville (Algérie) et mort en mai 1946, est un footballeur français évoluant au poste de milieu de terrain.

## Palmarès
Vainqueur de la Coupe de France 1934-1935 avec l'Olympique de Marseille